# (20855) Arifawan
(20855) Arifawan (2000 VV27) – planetoida z pasa głównego asteroid okrążająca Słońce w ciągu 3,44 lat w średniej odległości 2,28 j.a. Odkryta 1 listopada 2000 roku.